# Diagnosekriterien der Multiplen Sklerose
Die MS-Diagnosekriterien werden in der Neurologie zur Diagnose der multiplen Sklerose verwendet. Hauptprinzip einer MS-Diagnose ist der Nachweis einer räumlichen und zeitlichen Streuung (Dissemination) von entzündlich-entmarkenden Herden (auch als Plaques bezeichnet) im Zentralnervensystem.
Geschichtlich finden sich vier bedeutsame genauere Ausarbeitungen der Diagnosekriterien, deren Wandel den Eingang neuer Untersuchungstechniken in die MS-Diagnostik reflektiert. Die Schumacher-Kriterien von 1965 und die Rose-Kriterien von 1976 stützten sich vorwiegend auf anamnestisch und klinisch-neurologisch erhobene Befunde. Die Poser-Kriterien von 1983 bezogen zusätzlich Befunde ein, die durch die Untersuchung des Hirnwassers (Liquor cerebrospinalis) gewonnen werden können. Die 2001 veröffentlichten McDonald-Kriterien betonten die Bedeutung bildgebender Befunde der MRT-Untersuchung. 2005 wurden diese Kriterien erneut überarbeitet. Sie werden seitdem als „revidierte McDonald-Kriterien“ bezeichnet.

## Diagnosekriterien nach Rose 1976
Diesen Regeln entsprechend wurden Kriterien für eine eindeutige, eine wahrscheinliche und eine mögliche klinische Diagnose aufgestellt. Die eindeutige klinische Diagnose stützt sich dabei auf den Nachweis eines typischen Verlaufs disseminierter Läsionen bei jüngeren erwachsenen Patienten. Die wahrscheinliche Diagnose darf beim Nachweis eines Schubes mit einem dokumentierten häufig vorkommenden Symptom gestellt werden. Eine mögliche Diagnose darf dann gestellt werden, wenn ein Krankheitsschub dokumentiert ist, die Symptome aber nicht eindeutig einer zentralen Läsion zugeordnet werden können.

## Diagnosekriterien nach Poser 1983
Ein jüngerer Diagnosealgorithmus, benannt nach Charles M. Poser, dem Vorsitzen der ausarbeitenden Arbeitsgruppe, sah zusätzlich vor, dass man eine sichere klinische Diagnose stellen darf, wenn diese durch Laborbefunde (MRI, Liquor und EP) gestützt werden kann. Demzufolge darf man eine sichere klinische Diagnose stellen, wenn man zwei unzusammenhängende zentrale Läsionen entweder im zeitlichen Verlauf oder im Rahmen einer aktuellen Untersuchung findet. Findet sich klinisch nur eine Läsion, darf die sichere Diagnose auch gestellt werden, wenn man eine zweite Läsion durch Laboruntersuchungen (EP oder MRI) nachweisen kann: z. Bsp. Paraspastik der Beine und pathologische VEPs (Visuell evozierte Potentiale). Dabei sollte der Liquorbefund immer pathologisch sein.

## McDonald-Kriterien von 2001 und ihre Revision von 2005 und 2010
2001 schlug ein internationales Expertengremium neue Kriterien zur Diagnose der MS vor, die neben klinischen die Bedeutung bildgebender Befunde (MRT) betont (McDonald-Kriterien). Auch paraklinische Befunde (Liquordiagnostik und evozierte Potentiale) wurden berücksichtigt; sie verloren jedoch gegenüber bildgebenden Befunden an Bedeutung. Aufgrund von Untersuchungen, die sich mit der Empfindlichkeit und Spezifität der McDonald-Kriterien befassten, erfolgte 2005 und 2010 eine Überarbeitung. Diese revidierten McDonald-Kriterien zeichnen sich insgesamt durch eine erleichterte Diagnosestellung der MS aus. Wichtig ist die Feststellung, dass die Diagnose einer MS nicht gestellt werden darf, wenn die erhobenen pathologischen Befunde von einer anderen Erkrankung besser erklärt werden können.
Die folgende tabellarische Übersicht zeigt die genaue Fassung der revidierten McDonald-Kriterien:
| Klinische Präsentation | Zusätzliche Parameter, die für eine MS-Diagnose benötigt werden |
| --- | --- |
| * Zwei oder mehr Schübe * Zwei oder mehr objektivierbare klinisch evidente Läsionen                                        | Keine; klinische Evidenz ist ausreichend |
| * Zwei oder mehr Schübe * Eine objektivierbare klinisch evidente Läsion                                                    | Disseminierung im Raum, Nachweis durch: * MRT * oder ein positiver Liquorbefund plus zwei oder mehr MS-typische MRT-Läsionen * oder Abwarten eines weiteren Schubes, der durch eine Läsion an einer anderen Lokalisation verursacht ist                                                                                    |
| * Ein Schub * Zwei oder mehr objektivierbare klinisch evidente Läsionen                                                    | Disseminierung in der Zeit, Nachweis durch: * MRT * oder zweiten klinischen Schub |
| * Ein Schub * Eine objektivierbare klinisch evidente Läsion (monosymptomatische Präsentation, klinisch isoliertes Syndrom) | Disseminierung im Raum, Nachweis durch: * MRT * oder positiver Liquorbefund plus zwei oder mehr MS-bedingte MRT-Läsionen und Disseminierung in der Zeit, Nachweis durch: * MRT * oder zweiten klinischen Schub |
| Schleichende neurologische Progression (PP-MS)                                                                             | Kontinuierliche klinische Progression (retrospektiv oder prospektiv bestimmt) über ein Jahr und zwei der folgenden Punkte treffen zu: * positive MRT des Gehirns (neun T2-Läsionen oder vier oder mehr T2-Läsionen mit positivem VEP) * positive MRT des Rückenmarks (zwei oder mehr T2-Läsionen) * positiver Liquorbefund |

Falls die Kriterien erfüllt sind und keine bessere Erklärung für die klinische Präsentation besteht, ist die Diagnose MS. Falls der Verdacht besteht, die Kriterien jedoch nicht vollständig erfüllt sind, lautet die Diagnose mögliche MS. Falls während des Diagnoseprozesses eine andere Diagnose die Befunde der klinischen Präsentation besser erklärt, lautet die Diagnose keine MS.
2010 erfuhren die McDonald-Kriterien eine erneute Überarbeitung:
| Anzahl der Schübe                                                           | Anzahl der klinischen Läsionen | Weitere Anforderungen zur Diagnose MS |
| --------------------------------------------------------------------------- | ------------------------------ | --- |
| 2 und mehr                                                                  | 2 und mehr                     | keine |
| 2 und mehr                                                                  | 1                              | Fehlend: räumliche Dissemination, MR-tomographisch erfüllt wenn: 1 oder mehr T2-Läsionen in mindestens zwei der MS-typischen Regionen (periventrikulär, juxtakortikal, infratentoriell, spinal) ODER Abwarten auf neuen Schub mit neuer Läsionslokalisation                                           |
| 1                                                                           | 2 und mehr                     | Fehlend: zeitliche Dissemination; MR-tomographisch erfüllt bei: Gleichzeitigem Nachweis von asymptomatischen Gadolinium-aufnehmenden und nicht-aufnehmenden Läsionen, ODER Nachweis einer neuen T2- oder Gadolinium-aufnehmenden Läsion im Kontroll-MRT zeitunabhängig, ODER Abwarten auf neuen Schub |
| 1                                                                           | 1                              | Fehlend: räumliche und zeitliche Dissemination, MR-tomographische Anforderungen siehe oben |
| Neurologische Progression mit Verdacht auf primär-chronisch progrediente MS |                                | Mindestens 1 Jahr Progression plus 2 der folgenden 3 Kriterien: 1. 1 oder mehrere T2-Läsionen in den MS-typischen Regionen periventrikulär, juxtakortikal, infratentoriell 2. 2 oder mehrere spinale Läsionen 3. Nachweis einer intrathekalen IgG-Synthese                                            |